# ميناء ساكس
ميناء ساكس قرية صغيرة (نجع) تقع في منطقة إينوفيك في الأقاليم الشمالية الغربية لـ كندا على الساحل الجنوبي الغربي لجزيرة بانكس . كان عدد السكان وفقًا لتعداد 2016 هو 103 أشخاص. اللغتان الرئيسيتان في المدينة هما اللغة الإنكتيتوتية والإنجليزية. تُشحن المواد الغذائية وغيرها من المواد إلى القرية عن طريق الصندل في أشهر الصيف ورحلات الطيران التي تقلع طوال العام من مطار قرية ساكس الواقع في إنوفيك على بعد 325 ميل (523 كـم) إلى الجنوب الغربي من القرية.
سميت القرية على اسم السفينة ماري ساكس، التي كانت جزءًا من البعثة الكندية في القطب الشمالي عام 1913 .
يعتمد اقتصاد القرية بشكل كبير على الصيد والفخاخ ، و تلعب السياحة أيضًا دورًا بسيطا . تقع معظم حدود القرية ضمن مسافة 250 يارد (230 م) من الخط الساحلي. ينخرط السكان في صيد الأسماك عبر الجليد ، وصيد الأسماك من خليج أموندسن وبحر بوفورت . ويقومون بصيد للإوز في كل ربيع من كل سنة - تعتبر جزيرة بانكس هي موطن أكثر أعداد الإوز في أمريكا الشمالية. وهي أيضا موئل لأكبر مزارع المسك التجارية في كندا، ويعيش 75% من ثيران المسك في العالم في هذه الجزيرة. كما شُوهد وعل الأرض القاحلة والدب القطبي في الجزيرة. في 26 أبريل 2006 ، تم توثيق أول عملية لإطلاق النار على الدب الرمادي الهجين (يعرف باسم (الدب الضخم) بالقرب من القرية.

## حديقة أولافيك الوطنية

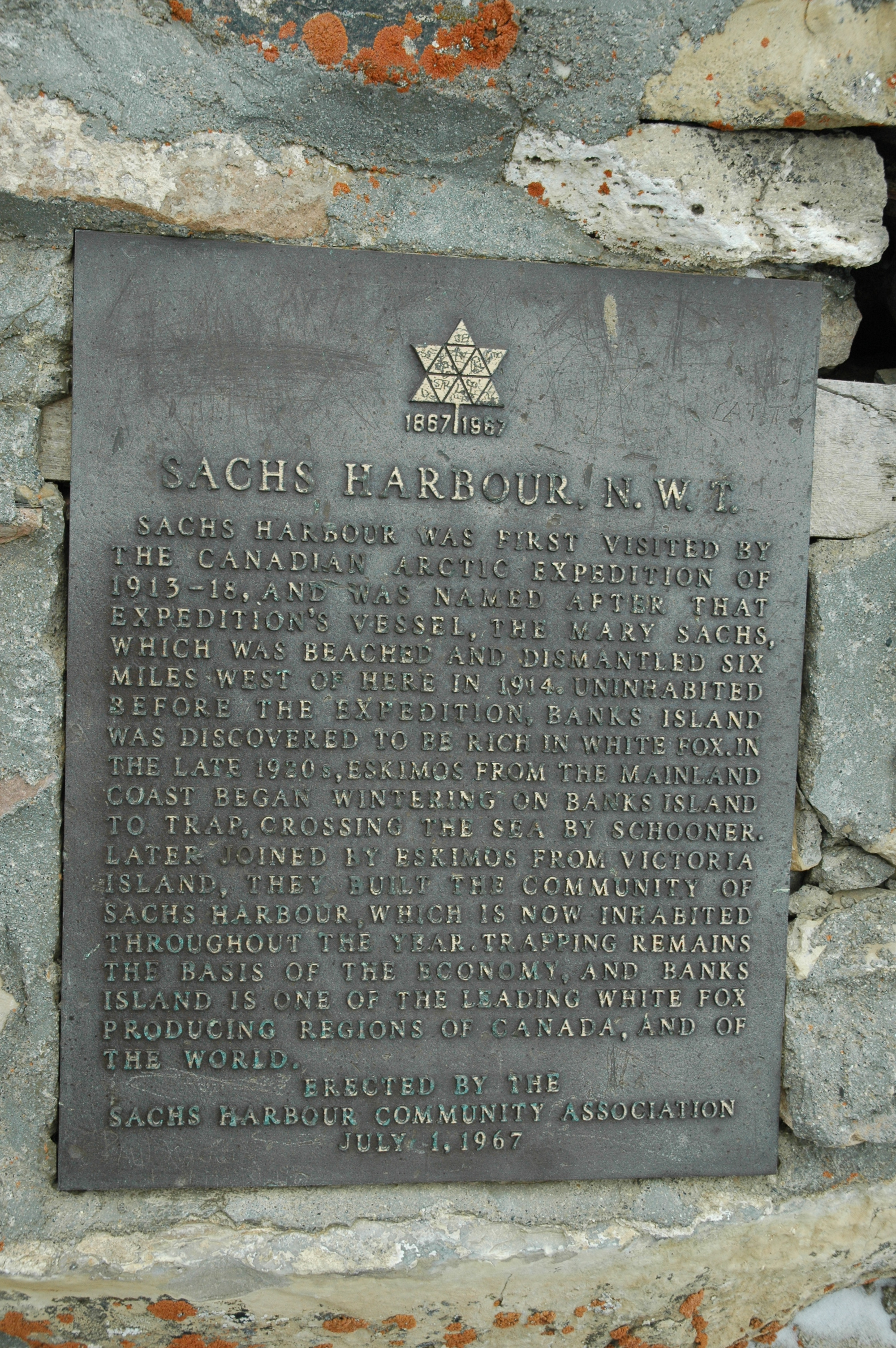
لوحة للقرية

تعتبر قرية ميناء ساكس المقر الرئيسي لمتنزه أولافيك الوطني، ويقع مركز استقبال الزوار في ميناء ساكس. تقع حديقة أولافيك الوطنية في الطرف الشمالي من جزيرة بانكس ، وتديرها شركة باركس كندا بالتعاون مع سكان القرية . يقوم مركز استقبال المنتزه بتعريف زوار جزيرة بانكس بثقافة السكان المحليين، بالإضافة إلى أنه بمثابة مركز للأنشطة المجتمعية. على الشاطئ الشمالي لجزيرة بانكس داخل حديقة أولافيك الوطنية يوجد خليج ضيق (خليج ميرسي) يمر عبر المنتزه. كان هذا الخليج ذو أهمية تاريخية لواحدة من عدة سفن أرسلتها الأميرالية البريطانية إلى القطب الشمالي للبحث على الرحلة الاستكشافية المفقودة لجون فرانكلين ، وقد حُوصرت السفينة في الجليد في خليج ميرسي لمدة ثلاث سنوات واضطر طاقمها في النهاية إلى التخلي عنها. كانت تلك السفينة تدعى HMS Investigator وقبطانها هو روبرت مكلور. أبحرت السفينة من إنجلترا وطافت حول مناطق من أمريكا الشمالية والجنوبية وعبرت مضيق بيرينغ في محاولة للعثور على الممر الشمالي الغربي أثناء البحث عن رحلة فرانكلين المفقودة.

## استكشاف
وفر التنقيب عن النفط والغاز فرص عمل على مر السنين لبعض سكان قرية ميناء ساكس - تتراوح تقديرات النفط القابل للإستغلال بشكل تجاري في بحر بوفورت من 4 إلى 12 بليون برميل (640,000,000 إلى 1.91×109 م3) ، ويُعتقد أن هناك ما بين 13 و 63 تريليون قدم مكعب (370 و 1,780 كـم3) من الغاز الطبيعي .

## خدمات
تشمل الخدمات مفرزة من شرطة الخيالة الكندية الملكية مكونة من عضوين ومركز صحي مع ممرضة واحدة. يتم توفير خدمات الهاتف من قبل شركة الاتصالات الكندية " Northwestel" والتي تتيح أيضا خدمة الوصول إلى الإنترنت. توفر جمعية الصيادين والصيادين المحليين معدات لمطاردات الطرائد الكبيرة مثل دببة المسك والدببة القطبية.

## التركيبة السكانية
في عام 2017 ، أفادت حكومة الأقاليم الشمالية الغربية أن عدد السكان كان 112 نسمة بمعدل نمو سنوي متوسط قدره -0.9 من عام 2007.